# Stictoleptura erythroptera
Stictoleptura erythroptera es una especie de insecto coleóptero de la familia Cerambycidae. Se distribuyen por Eurasia.
Miden unos 12-19 mm. Son primaverales a estivales, florícolas.